# Miguel Moreira
Miguel Filipe Rocha Almeida Moreira nasceu em Lisboa, 4 de Fevereiro de 1991 e actualmente vive no Porto. Foi um atleta português especialista em competições de Meio-Fundo curto, a partir do ano de 2019 dedicou-se ao design gráfico.
Miguel Moreira iniciou-se no Atletismo após ter participado num corta-mato escolar e recebido o convite pelo atleta Luís Jesus para ingressar no clube que tinha acabado de fundar, Associação Atlética do Pêgo Longo. Durante a época de 2010/2011 treinou com o professor Fonseca e Costa. No ano de 2016 mudou-se para o Porto e ingressou no grupo de treino do professor Paulo Colaço.
Durante os escalões mais jovens, Miguel Moreira foi coleccionando vários títulos de campeão nacional  tendo sido convidado para integrar o Sport Lisboa e Benfica em 2010, época em que esteve presente no Campeonato Mundial de Juniores na distância dos 1500 metros. Após sete anos no Sport Lisboa e Benfica, onde contribuiu sempre com a vitória individual nos confrontos para o Campeonato Nacional de Clubes (Pista Ar Livre), ingressou no Sporting Clube de Portugal em 2017 onde esteve até 2019, ano em que tomou a decisão de se dedicar em exclusivo à actividade de designer gráfico.
Miguel Moreira afirmou-se como um dos melhores meio-fundistas portugueses da sua geração somando oito títulos nacionais. Em 2015, obteve o 4º lugar na final dos 800m do Campeonato Mundial Universitário.  Representou Portugal 3 vezes em Campeonatos da Europa de Seleções, tendo no total representado a selecção nacional 7 vezes.

## Formação Académica
Em 2009 ingressou no Mestrado Integrado em Arquitectura no ISCTE-IUL, conciliando o percurso académico com a carreira de atleta de alta competição. Após o grau de obtenção de Licenciatura em Arquitectura dedicou-se em exclusivo ao atletismo durante alguns anos até voltar a ingressar no ano de 2019 no Mestrado em Design Gráfico e Projectos Editoriais na Faculdade de Belas Artes da Universidade do Porto.

## Palmarés
4º classificado no Campeonato Mundial Universitário (2015)
Campeão de Portugal: 800 metros (2012, 2013, 2017); 1500 metros (2012 e 2014)
Campeão de Portugal de Pista Coberta: 800m (2012 e 2016); 1500 metros (2014).

## Recordes pessoais
- 400 metros: 49,77s
- 800 metros: 1.47.96
- 1500 metros: 3.45.44
- Meia Maratona: 1:06.44